# Hej Matematik (musikgruppe)
|  | Hej Matematik er også navnet på en serie undervisningsmaterialer, se Hej Matematik (undervisningsmateriale) |
Hej Matematik er en dansk popduo bestående af Søren Rasted og hans nevø Nicolaj Rasted. Duoen udgav i 2007 singlerne "Gymnastik" og "Centerpubben" fra albummet Vi burde ses noget mere, udgivet på Copenhagen Records i februar 2008. Deres største hit fik de dog, da de genudgav debutalbummet i juli 2008 med singlen "Walkmand", der lå på den danske singlehit-liste fra juni samme år indtil februar 2009, og solgte 2x platin. Den 25. januar 2010 udsendte de deres andet album, Alt går op i 6, hvorfra "Party i provinsen" blev udgivet som single den 2. november 2009 og den solgte platin. Den 27. april 2011 udgav de den uofficielle single "The Loser Sign" i forbindelse med et projekt i Natholdet.
Søren Rasted er sammen med Lene Nystrøm, René Dif og Claus Norréen en del af den gendannede danske succes Aqua.

## Anklage om plagiering
Ifølge Politiken.dk meddelte Hej Matematiks promoter Las Thomsen i en pressemeddelelse, at R.E.M.'s pladeselskab Warner Music havde fået "Walkmand"-videoen fjernet fra YouTube. Angiveligt var dele af eller hele musikken i videoen "Walkmand" identificeret som "Supernatural Superserious" af gruppen R.E.M..
I en senere artikel på Politiken.dk oplyser Mickey Lund, talsmand for Warner Music, at »Hverken Warner eller R.E.M. har kontaktet YouTube og bedt dem blokere videoen«, og at det må være en af YouTubes robotter ved en fejl har lukket for lydsporet på "Walkmand"-musikvideoen.

## Live
Når Hej Matematik optræder live, får de følgeskab af Peter Düring på trommer, Nicholas Findsen på bas, Victor Ray Salomonsen på guitar og Mads Storm på keyboard.

## Diskografi

### Album
| År   | Album                   | Højeste placering | Certificering |
| År   | Album                   | DAN               | Certificering |
| ---- | ----------------------- | ----------------- | ------------- |
| 2008 | Vi burde ses noget mere | 4                 | - Platin      |
| 2010 | Alt går op i 6          | 5                 |               |

### EP'er
- Hej Lights 2012 (2013)
- Selvfed (2015)

### Singler
| 2007                                                             | "Gymnastik"                                   | —  |             | Vi burde ses noget mere |
| 2007                                                             | "Centerpubben"                                | 22 |             | Vi burde ses noget mere |
| 2008                                                             | "Du & Jeg"                                    | 32 |             | Vi burde ses noget mere |
| 2008                                                             | "Walkmand"                                    | 3  | - 2× Platin | Vi burde ses noget mere |
| 2008                                                             | "Vi ka' alt vi to"                            | —  |             | Vi burde ses noget mere |
| 2008                                                             | "Hej Matematik"                               | —  |             | Vi burde ses noget mere |
| 2009                                                             | "Party i provinsen"                           | 2  | - Platin    | Alt går op i 6          |
| 2010                                                             | "Legendebørn"                                 | —  |             | Alt går op i 6          |
| 2010                                                             | "Maskinerne"[A]                               | 38 |             | Alt går op i 6          |
| 2012                                                             | "Livet i plastik"                             | —  |             | Hej Lights 2012         |
| 2012                                                             | "Det blir en go dag" (featuring Ankerstjerne) | 39 |             | Hej Lights 2012         |
| 2012                                                             | "Sikke en fest"                               | —  |             | Hej Lights 2012         |
| 2013                                                             | "Partyboy"                                    | —  |             | Hej Lights 2012         |
| 2014                                                             | "Ik ordinær" (featuring Jesper Binzer)        | —  |             | Selvfed                 |
| 2015                                                             | "Cykler uden hænder"                          | —  |             | Selvfed                 |
| 2015                                                             | "København"                                   | —  |             | ikke-album single       |
| "—" markerer en udgivelse der ikke opnåede en hitlisteplacering. |                                               |    |             |                         |

- A↑ "Maskinerne" blev også udgivet i en remix-udgave med titlen "Kato på maskinerne".